# Eugenio Arruti y Pola
Eugenio Arruti González-Pola (Luanco, 4 de junio de 1841-San Sebastián, 13 de septiembre de 1889) fue un pintor español.

## Biografía
Pintor paisista, era natural de Luanco, en la provincia de Oviedo, actual Asturias. Fue discípulo en Madrid de la Real Academia de San Fernando y de Carlos de Haes. En 1864 fue pensionado por la Diputación Provincial de Guipúzcoa para seguir sus estudios en el extranjero, recorriendo con tal motivo las principales ciudades de Francia, Italia y Alemania.

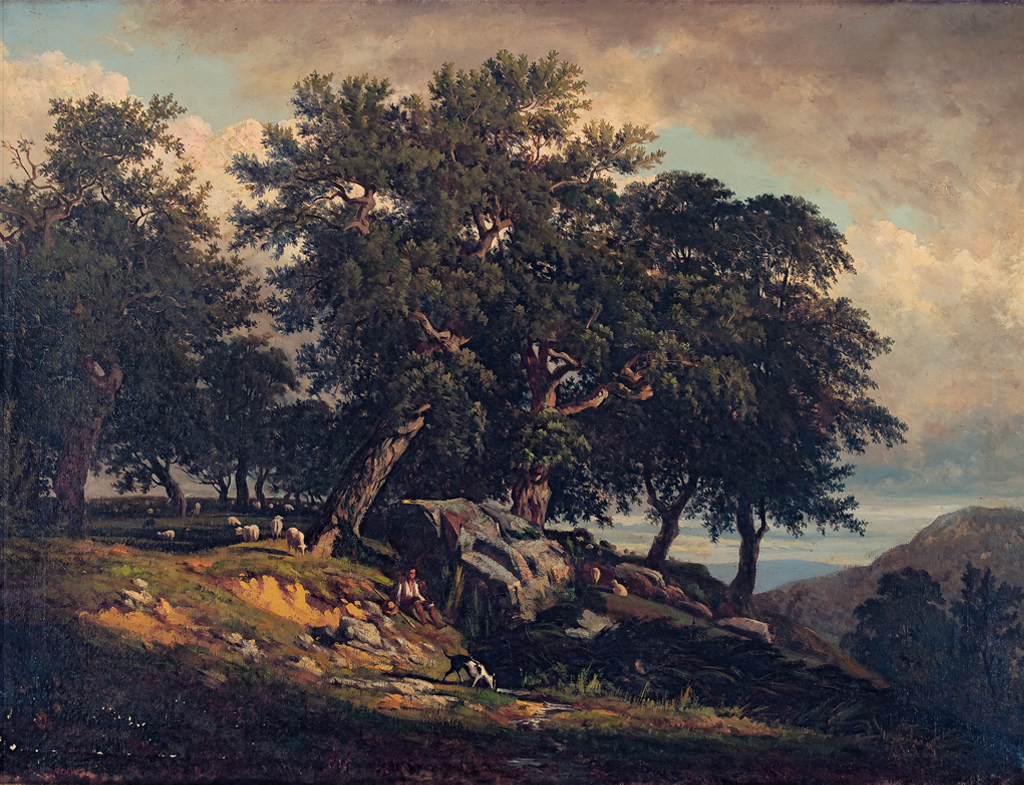
El pastor. Colección particular. San Sebastián.

En las Exposiciones Nacionales de Bellas Artes celebradas en Madrid en 1862, 1864 y 1866 presentó las siguientes obras: Cercanías de Avilés, Vistas del castillo de la Mota en San Sebastián, Rocas tomadas en el castillo citado y Alrededores de Sèvres.

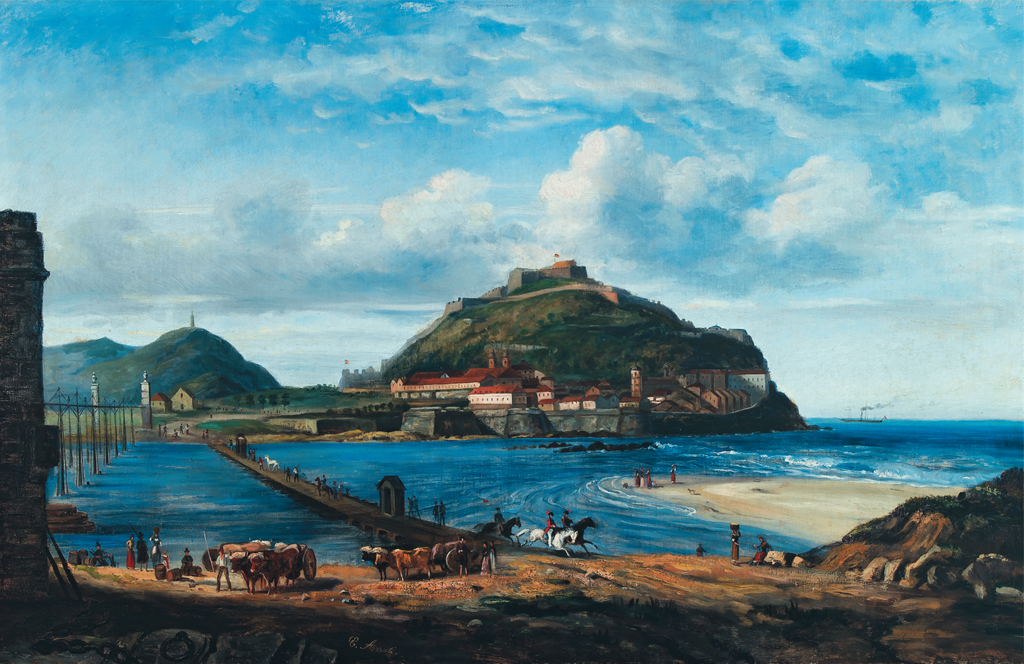
Arenal de Gros. Colección Banco Sabadell.

En la Exposición de 1871 presentó Un país de Gasteluzarra en los alrededores de Irún; en la de 1876 La Mañana, efecto de niebla en los alrededores de San Sebastián, y La Tarde, en el mismo punto; en la de 1881 La ría de Loyola, efecto de luna, y Un castañar cerca de Pasajes, puesta de sol. Fueron también de su mano Un naufragio y una Vista de la Concha y bahía de San Sebastián. Hacia mediados de la década de 1880 residía en San Sebastián, desempeñando una cátedra en la Escuela de Artes y Oficios.
Falleció en San Sebastián el 13 de septiembre de 1889, presuntamente a la edad de cuarenta y cuatro años.